# William Yarbrough
William Paul Yarbrough Story (Aguascalientes, 20 marzo 1989) è un calciatore statunitense con cittadinanza messicana, portiere dell'Inter Miami.

## Carriera

### Club
Dopo una breve parentesi al Pachuca, nel 2012 passa al León dove comincia a giocare solamente dalla stagione 2013 dove raccoglie otto presenze. Viste le buone prestazioni dell'estremo difensore, il club messicano decide di acquistarlo e dargli la maglia di portiere titolare che grazie anche alle sue parate aiuta la squadra a conquistare due titoli nazionali consecutivi.

### Nazionale
Nel 2007 riceve la chiamata della selezione Under-20 messicana. Durante un'intervista, dichiara di non avere una preferenza per quale nazionale giocare e dopo avere inizialmente accettato di far parte delle giovanili messicane, risponde alla chiamata della nazionale maggiore statunitense.
Nel 2015 viene convocato dalla nazionale statunitense. Il 25 marzo debutta nella nazionale a stelle e strisce subentrando a Nick Rimando nella seconda frazione di gioco e subisce anche l'unica rete dell'incontro contro la Svizzera, terminato con un pareggio per 1-1.

## Statistiche

### Presenze e reti nei club
Statistiche aggiornate al 9 dicembre 2017.
| Stagione        | Squadra         | Campionato      | Campionato | Campionato | Coppe nazionali | Coppe nazionali | Coppe nazionali | Coppe continentali | Coppe continentali | Coppe continentali | Altre coppe | Altre coppe | Altre coppe | Totale | Totale |
| Stagione        | Squadra         | Comp            | Pres       | Reti       | Comp            | Pres            | Reti            | Comp               | Pres               | Reti               | Comp        | Pres        | Reti        | Pres   | Reti   |
| --------------- | --------------- | --------------- | ---------- | ---------- | --------------- | --------------- | --------------- | ------------------ | ------------------ | ------------------ | ----------- | ----------- | ----------- | ------ | ------ |
| 2011-2012       | León            | PD              | 0          | 0          | ACM+CCM         | -               | -               |                    | -                  | -                  |             | -           | -           | -      | -      |
| 2012-2013       | León            | PD              | 9          | -6         | ACM+CCM         | 1               | -2              |                    | -                  | -                  |             | -           | -           | 10     | -8     |
| 2013-2014       | León            | PD              | 17         | -14        | ACM+CCM         | -               | -               | CL                 | 8                  | -10                |             | -           | -           | 25     | -24    |
| 2014-2015       | León            | PD              | 22         | -41        | ACM+CCM         | -               | -               |                    | -                  | -                  |             | -           | -           | 22     | -41    |
| 2015-2016       | León            | PD              | 24         | -29        | ACM+CCM         | 9               | -10             |                    | -                  | -                  |             | -           | -           | 33     | -39    |
| 2016-2017       | León            | PD              | 38         | -54        | CCM             | -               | -               |                    | -                  | -                  |             | -           | -           | 38     | -54    |
| 2017-2018       | León            | PD              | 18         | -26        | CCM             | 3               | -1              |                    | -                  | -                  |             | -           | -           | 21     | -27    |
| Totale León     | Totale León     | Totale León     | 142        | -185       |                 | 13              | -13             |                    | 8                  | -10                |             | -           | -           | 163    | -198   |
| Totale carriera | Totale carriera | Totale carriera | 142        | -185       |                 | 13              | -13             |                    | 8                  | -10                |             | -           | -           | 163    | -198   |

### Cronologia presenze e reti in nazionale
| Cronologia completa delle presenze e delle reti in nazionale ― Stati Uniti | Cronologia completa delle presenze e delle reti in nazionale ― Stati Uniti | Cronologia completa delle presenze e delle reti in nazionale ― Stati Uniti | Cronologia completa delle presenze e delle reti in nazionale ― Stati Uniti | Cronologia completa delle presenze e delle reti in nazionale ― Stati Uniti | Cronologia completa delle presenze e delle reti in nazionale ― Stati Uniti | Cronologia completa delle presenze e delle reti in nazionale ― Stati Uniti | Cronologia completa delle presenze e delle reti in nazionale ― Stati Uniti |
| Data                                                                       | Città                                                                      | In casa                                                                    | Risultato                                                                  | Ospiti                                                                     | Competizione                                                               | Reti                                                                       | Note                                                                       |
| -------------------------------------------------------------------------- | -------------------------------------------------------------------------- | -------------------------------------------------------------------------- | -------------------------------------------------------------------------- | -------------------------------------------------------------------------- | -------------------------------------------------------------------------- | -------------------------------------------------------------------------- | -------------------------------------------------------------------------- |
| 31-3-2015                                                                  | Zurigo                                                                     | Svizzera                                                                   | 1 – 1                                                                      | Stati Uniti                                                                | Amichevole                                                                 | -1                                                                         | 46’                                                                        |
| 16-4-2015                                                                  | San Antonio                                                                | Stati Uniti                                                                | 2 – 0                                                                      | Messico                                                                    | Amichevole                                                                 | -                                                                          | 46’                                                                        |
| 11-10-2016                                                                 | Washington                                                                 | Stati Uniti                                                                | 1 – 1                                                                      | Nuova Zelanda                                                              | Amichevole                                                                 | -                                                                          | 46’                                                                        |
| Totale                                                                     |                                                                            | Presenze                                                                   | 3                                                                          |                                                                            | Reti                                                                       | -1                                                                         |                                                                            |

## Palmarès

### Competizioni nazionali
- Campionato messicano: 2

León: Apertura 2013, Clausura 2014